# Joseph Hubeny
Josef Hubeny ( * 1800 - 1880 ) fue un botánico checo, de Praga.

## Algunas publicaciones

### Libros
- 1853. Praktische Anleitung zur Commassation der Grundstäcke, Hutweide-Absonderung, Hotterregulirung und Regelung der Waldnutzungen in Ungarn, Croatien und Slavonien, Wojwodschaft Serbien und Temeser Banat: Auf Grund der Kaiserl (Guía práctica de las parcelas de Commassation, pasturas de Hotterregulirung, y regulación de los usos de los bosques en Hungría, Croacia y Eslavonia, región Banat de Serbia y Temes. 244 pp.

- La abreviatura «Hubeny» se emplea para indicar a Joseph Hubeny como autoridad en la descripción y clasificación científica de los vegetales.[1]

- «Joseph Hubeny». Índice Internacional de Nombres de las Plantas (IPNI). Real Jardín Botánico de Kew, Herbario de la Universidad de Harvard y Herbario nacional Australiano (eds.).
- Wikispecies tiene un artículo sobre Joseph Hubeny.

- Datos: Q5560983
- Especies: Joseph Hubeny

1. ↑  Todos los géneros y especies descritos por este autor en IPNI.